# Dominik Nepp

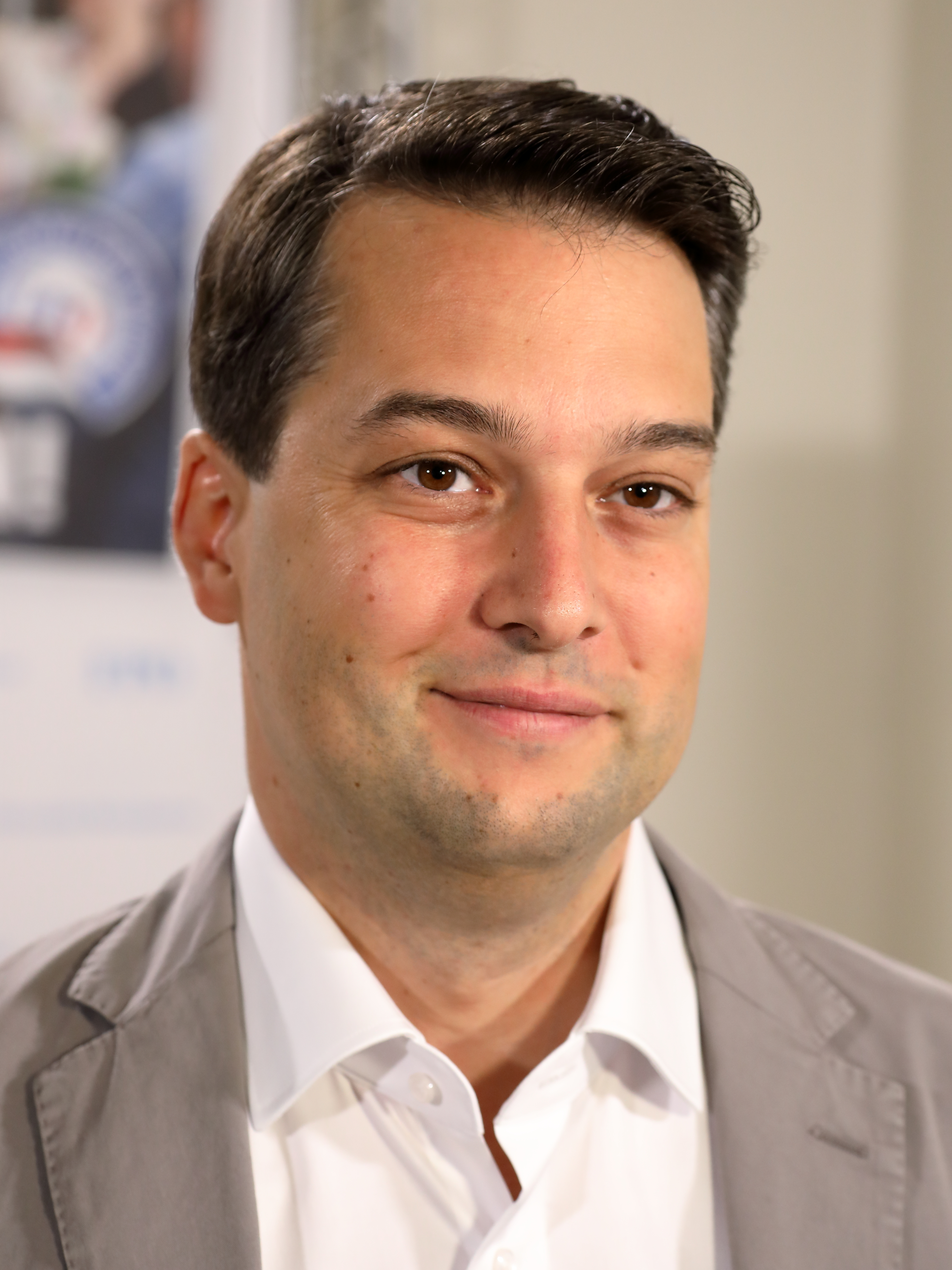
Dominik Nepp (2020)

Dominik Friedrich Nepp (* 14. Februar 1982 in Wien) ist ein rechtsextremer österreichischer Politiker (FPÖ). Gemäß dem Proporzsystem zur Zusammensetzung von Wiener Stadtsenat und Landesregierung war er, obwohl die FPÖ nicht der Regierungskoalition angehörte, von 2018 bis 2020 einer der Vizebürgermeister Wiens und ist seit 2018 nicht amtsführender Stadtrat von Wien. Ab Mai 2019 war er designierter Landesparteiobmann der Wiener FPÖ, im April 2021 wurde er zum Landesparteiobmann gewählt.

## Privates
Nepp maturierte im Jahr 2000 am Gymnasium Billrothstraße in Wien. Er absolvierte von 2013 bis 2017 an der FH Campus Wien den Masterlehrgang Führung, Politik und Management. Der Abschluss ist nicht mit einem vollwertigen postgradualen Mastergrad auf Universitätsniveau nach dem europäischen Bologna-Schema vergleichbar.
Er ist mit Barbara Nepp, die von der FPÖ als Vertreterin des FPÖ-Bildungsinstituts 2018 in den ORF-Publikumsrat entsandt wurde, verheiratet und hat zwei Töchter.

## Politische Tätigkeit
Im Ring Freiheitlicher Jugend (RFJ) war Nepp zunächst von 2000 bis 2003 Bezirksobmann-Stellvertreter von Döbling, anschließend war er von 2003 bis 2006 selbst Obmann des RFJ Döbling. Im RFJ Wien war er von April bis Juni 2006 Stellvertreter des Landesobmanns und von Juni 2006 bis September 2007 geschäftsführender Landesobmann. Ab September 2007 war er Landesobmann des RFJ Wien und von September 2009 bis 2012 auch Bundesobmann des RFJ.
In der Bezirkspolitik war Nepp von März bis September 2006 Obmann-Stellvertreter und von September 2006 bis März 2008 geschäftsführender Bezirksparteiobmann der FPÖ Döbling. Er war von 2005 bis 2010 Bezirksrat in Döbling und ist seit März 2008 auch Bezirksparteiobmann der FPÖ Döbling. Seit der Wiener Gemeinderatswahl 2010 ist er Abgeordneter zum Wiener Landtag und Gemeinderat, seit 2015 ist er als Nachfolger von Johann Gudenus Klubobmann des FPÖ-Landtagklubs. Im Dezember 2017 wurde Anton Mahdalik als Nachfolger von Dominik Nepp als Klubobmann der Wiener Freiheitlichen designiert, Dominik Nepp folgte am 25. Jänner 2018 Johann Gudenus als Vizebürgermeister und Stadtrat ohne Ressort in Landesregierung und Stadtsenat Häupl VI nach.
Im Mai 2019 wurde er als Folge der Ibiza-Affäre zum Landesparteiobmann der FPÖ Wien designiert und fungierte als geschäftsführender Parteichef der Wiener Freiheitlichen. Im April 2021 wurde er zum Obmann der Wiener Freiheitlichen gewählt.
Bei der Landtags- und Gemeinderatswahl in Wien 2020 ging Nepp als Spitzenkandidat der FPÖ ins Rennen. Nach einem Verlust von 23,68 Prozent verlor er den Posten des Vizebürgermeisters und behielt das Amt eines nicht amtsführenden Stadtrats von Wien.
Nepp ist Alter Herr der schlagenden Akademischen Burschenschaft Aldania Wien.

## Politische Standpunkte
2023 forderte Nepp, die Mindestsicherung solle an die österreichische Staatsbürgerschaft gekoppelt werden. Das Asylrecht solle ausgesetzt, „Illegale“ und „Kriminelle“ abgeschoben werden. Werde er Bürgermeister Wiens, werde die Stadt zur „Abschiebehauptstadt Europas“. Das System von Kollektivvertragsverhandlungen sei laut Nepp „endlich aufzuheben und in die Jetztzeit zu heben“. Die FPÖ schlage stattdessen „ein Modell vor, wo dem Arbeitnehmer mehr übrigbleibt, aber gleichzeitig Mehrkosten für den Arbeitgeber reduziert werden“. Nepp fordert eine Senkung von Lohnnebenkosten und der Einkommensteuer. Zwangsmaßnahmen zur Förderung der Klimaneutralität werden von Nepp abgelehnt.
Im Jänner 2025 sorgte eine Äußerung Nepps nach der Veröffentlichung von Gesprächen, die von französischen Journalisten bei einem FPÖ-Treffen in Wien-Simmering geheim dokumentiert worden waren, für Debatten: Nepp bezeichnete die Zeitung Der Standard, die die Aufnahmen veröffentlicht hatte, in einem X-Posting als „Scheißblatt“ und äußerte sich in Anspielung auf einen Slogan aus dem FPÖ-Wahlkampf 2024 in einer Weise, die von Medienvertretern als Androhung des Entzugs der Presseförderung interpretiert wurde: „5 gute Jahre, wenn es mit diesem ‚Scheißblatt‘ endlich vorbei ist“ – verbunden mit dem Hashtag „presseförderungnurnochfürechtequalitätsmedien“. Auf die öffentliche Kritik an seinem Posting antwortete Nepp: Dem Boulevard Förderungen wegzunehmen führe zu tosendem Applaus im linken Lager. „Aber kaum wagt es ein Nicht-Linker, den Spieß umzudrehen und die Linken mit ihren eigenen Medienzensurplänen zu konfrontieren, ist plötzlich die Freiheit der Medien und die Demokratie in Gefahr.“ Im Kontext der Äußerungen Nepps und anderer FPÖ-Politiker zum Thema Medien kommt der Salzburger Medienwissenschafter Josef Trappel zum Schluss: „Unterwirft sich eine zukünftige Bundesregierung den medienpolitischen Vorstellungen der FPÖ, ist die Medienfreiheit bedroht wie nie zuvor in der Zweiten Republik.“ Die „Herabwürdigung“ des „Standard“ durch Nepp sei „nicht nur respektlos der Arbeit der Journalistinnen und Journalisten gegenüber“, sondern zeige auch Nepps „fundamentales Unverständnis für die Rolle der Medien“. Wer „Qualitätszeitungen“ aufgrund der von ihnen erbrachten Rechercheleistungen herabwürdige, „versucht niederzureißen, was die Macht in einer Demokratie kontrolliert“.

## Kritik wegen Rassismus
Dominik Nepp ist wiederholt Gegenstand starker Kritik aufgrund rassistischer beziehungsweise fremdenfeindlicher Äußerungen. So wurde er aufgrund einer öffentlichen Aussage, in der er vom Corona-Virus als einem „Asylantenvirus“ sprach, wegen Verhetzung angezeigt. Die Sprecherin des Antirassismus-Volksbegehrens beklagte, dass durch FPÖ-Plakate in der Amtszeit von Dominik Nepp als Chef der Wiener FPÖ der „Rassismus salonfähig“ gemacht werde. Nach Einschätzung der Menschenrechtsorganisation SOS Mitmensch sei Nepp mitverantwortlich für eine „rassistische Dauerkampagne“.

## Sperrung seines Twitter-Accounts
Im Dezember 2022 wurde über Dominik Nepp eine lebenslange Sperre für den Kurznachrichtendienst Twitter verhängt, weil sein Verhalten laut Twitter gegen die Regeln gegen Hass schürendes Verhalten verstößt. Dieses lebenslange Verbot beinhaltet zudem, dass ihm das Erstellen neuer Accounts ebenfalls untersagt ist. Am 15. März 2023 wurde die Sperre von Twitter wieder aufgehoben.